# زولا بريدوسا
زولا بريدوسا (بالإيطالية: Zola Predosa)‏ هي بلدية في مقاطعة بولونيا في إقليم إميليا رومانيا الإيطالي.

## السكان
في سنة 1861 بلغ عدد السكان 4٬343 نسمة، وتطور العدد ليصل في سنة 2011 لـ 18٬193 نسمة.
يظهر هذا المخطط البياني تطور النمو السكاني لـ زولا بريدوسا